# Bʼutz Aj Sak Chiik
Bʼutz Aj Sak Chiik, hay còn gọi là Manik (459—501) là một nhà vua Maya của thành phố Palenque. Ông lên ngôi vào ngày 29 tháng 7 năm 487 cho đến khi năm 501. Ông có thể là con trai của Ahkal Moʼ Nahb I.